# Roar (serie televisiva 2022)
Roar è una serie televisiva antologica statunitense ideata da Liz Flahive e Carly Mensch per Apple TV+ e basata sull'omonima raccolta di racconti del 2018 di Cecelia Ahern. La serie ha debuttato il 15 aprile 2022.

## Episodi
| Stagione       | Episodi | Pubblicazione |
| -------------- | ------- | ------------- |
| Prima stagione | 8       | 2022          |

## Personaggi e interpreti
- Wanda Shepard, interpretata da Issa Rae, doppiata da Domitilla D'Amico.
- Robin, interpretata da Nicole Kidman, doppiata da Chiara Colizzi.
- Amelia, interpretata da Betty Gilpin, doppiata da Francesca Manicone.
- Ambia, interpretata da Cynthia Erivo, doppiata da Guendalina Ward.
- Elisa, interpretata da Merritt Wever, doppiata da Rossella Acerbo.
- Rebecca "Becky" Moss, interpretata da Alison Brie, doppiata da Gemma Donati.
- Anu, interpretata da Meera Syal, doppiata da Claudia Razzi.
- Jane, interpretata da Fivel Stewart, doppiata da Margherita De Risi.
- Millie, interpretata da Kara Hayward, doppiata da Irene Trotta.

## Distribuzione
Roar ha debuttato il 15 aprile 2022 sulla piattaforma di video on demand Apple TV+, in tutti i paesi in cui il servizio è disponibile.

### Edizione italiana
La direzione del doppiaggio è di Claudia Razzi e i dialoghi italiani sono curati da Emanuela D'Amico per conto della Dubbing Brothers Int. Italia che si è occupata anche della sonorizzazione.

## Accoglienza

### Critica
Sull'aggregatore di recensioni Rotten Tomatoes la serie riceve il 73% delle recensioni professionali positive, mentre su Metacritic ha un punteggio di 56 su 100 basato su 13 recensioni.